# Søren Gudmann
Søren Gudmann (født 26. november 1961) er bjergbestiger og civilingeniør.
Som den første dansker gennemførte Søren Gudmann i 2005 bedriften at bestige de højeste bjerge på samtlige syv kontinenter (Seven Summits). Han gennemførte de syv bestigninger inden for et tidsrum på blot 193 dage, hvilket kun er gjort hurtigere af amerikaneren Vernon Tejas, der gennemførte de samme syv bestigninger i henhold til den originale Bass-liste på 187 dage. 
Den 14. maj 2006 stod Søren Gudmann på toppen af Puncak Jaya på New Guinea (Indonesien), hvorefter han også havde gennemført de syv bestigninger i henhold til Messner-listen. Forskellen på de to lister er, at mens den originale Bass-liste er baseret på det australske bjerg Kosciuszko (2.229 m) som det højeste på det australske kontinent, inddrager Messner-listen bjerget Puncak Jaya (el. Carstensz Pyramid) på den indonesiske del af New Guinea ud fra den betragtning at New Guinea ligger på den australske kontinentalplade, og dermed geologisk er en del af det australske kontinent.
Søren Gudmann blev i 2007 optaget som medlem nr. 403 i De Berejstes Klub, hvor han også har været næstformand.

## Eksterne links
Søren Gudmanns officielle website: https://www.seven-summits.dk/